# チェルニウツィー国立大学
ユーリイ・フェドコーヴィチ・チェルニウツィー国立大学（Чернівецький національний університет імені Юрія Федьковича）は、ウクライナ西部のチェルニウツィーにある国立大学である。ウクライナを代表する高等教育機関の一つで、1875年にオーストリア＝ハンガリー帝国のブコヴィナ公国の首都チェルノヴィッツ（当時の呼称）においてフランツ・ヨーゼフ大学（Franz-Josephs-Universität Czernowitz）として創立された。現在、大学の本部は2011年にユネスコの世界遺産に登録されたブコヴィナ・ダルマチア府主教の宮殿の建築群に置かれている。

## 歴史

### オーストリア＝ハンガリー時代
1775年、ハプスブルク帝国がブコヴィナを獲得し、1786年からガリツィア・ロドメリア王国の一部としてチェルニウツィー地区を統治した。ヨーゼフ2世の統治下、人口の少ないブコヴィナにはドイツ人（主にドナウ・シュヴァーベン）が移住し、行政を担った。19世紀末までに、チェルニウツィーやスチャヴァにはドイツ語を教育言語とする高等教育機関が設立されたが、大学進学にはブコヴィナを離れる必要があったため、地元での大学設立が計画された。

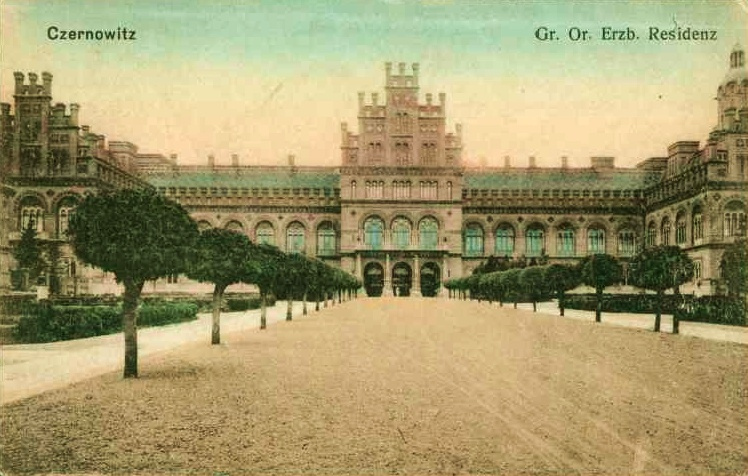
府主教の宮殿（1900年頃の絵葉書）

1875年3月、オーストリア帝国の教育相カール・フォン・シュトレマイヤーの提案により、皇帝フランツ・ヨーゼフ1世の承認を得て大学設立が決定。1875年10月4日（皇帝の聖名祝日）に、チェルノヴィッツ高等神学校を基盤としてフランツ・ヨーゼフ大学が開学し、コンスタンティン・トマシュチュクが初代学長に就任した。大学の建築群は、ビザンティン、ゴシック、バロックの要素を融合した19世紀の歴史主義建築の傑作であり、オーストリア＝ハンガリー帝国における正教会の文化的アイデンティティを象徴する。
教育言語は主にドイツ語で、ウクライナ語とルーマニア語の文学部門も設けられた。学部はギリシャ正教会神学（中央ヨーロッパ唯一）、法学、哲学の3つで、医学を学ぶにはリヴィウ大学やクラクフのヤギェウォ大学へ進学する必要があった。学生の多くはユダヤ人とドイツ系オーストリア人で、ウクライナ人とルーマニア人は約20–25%を占めた。チェルニウツィーには、ドイツ語、ウクライナ語、ルーマニア語、ポーランド語、ユダヤ人、カトリックの学生団体（シュトゥーデンテンフェアビンドゥング）が40以上存在し、言語と宗教の多様性を反映していた。
第一次世界大戦中、チェルノヴィッツは東部戦線の戦場となり、大学は大きな被害を受けた。オイゲン・エールリヒやヨーゼフ・シュンペーターらの反対でザルツブルクへの移転は回避され、1918年6月のブレスト＝リトフスク条約後に教育活動が再開された。

### ルーマニア王国時代
1918年、オーストリア＝ハンガリー帝国の解体後、ブコヴィナはルーマニア王国に編入され、大学はカロル1世大学（Universitatea Regele Carol I din Cernăuţi）に改称。1919年から1940年にかけ、ルーマニア化政策によりウクライナ語部門が廃止され、ウクライナ人教授が解雇され、授業はルーマニア語に統一された。1933年の学生3,247人の内訳は、ルーマニア人2,117人、ユダヤ人679人、ドイツ人199人、ウクライナ人155人（1920年の239人から減少）、ポーランド人57人、ロシア人26人、その他4人だった。イオン・ニストル（大ルーマニアナショナリズムの提唱者）が長期間学長を務めた。

### ソビエト時代

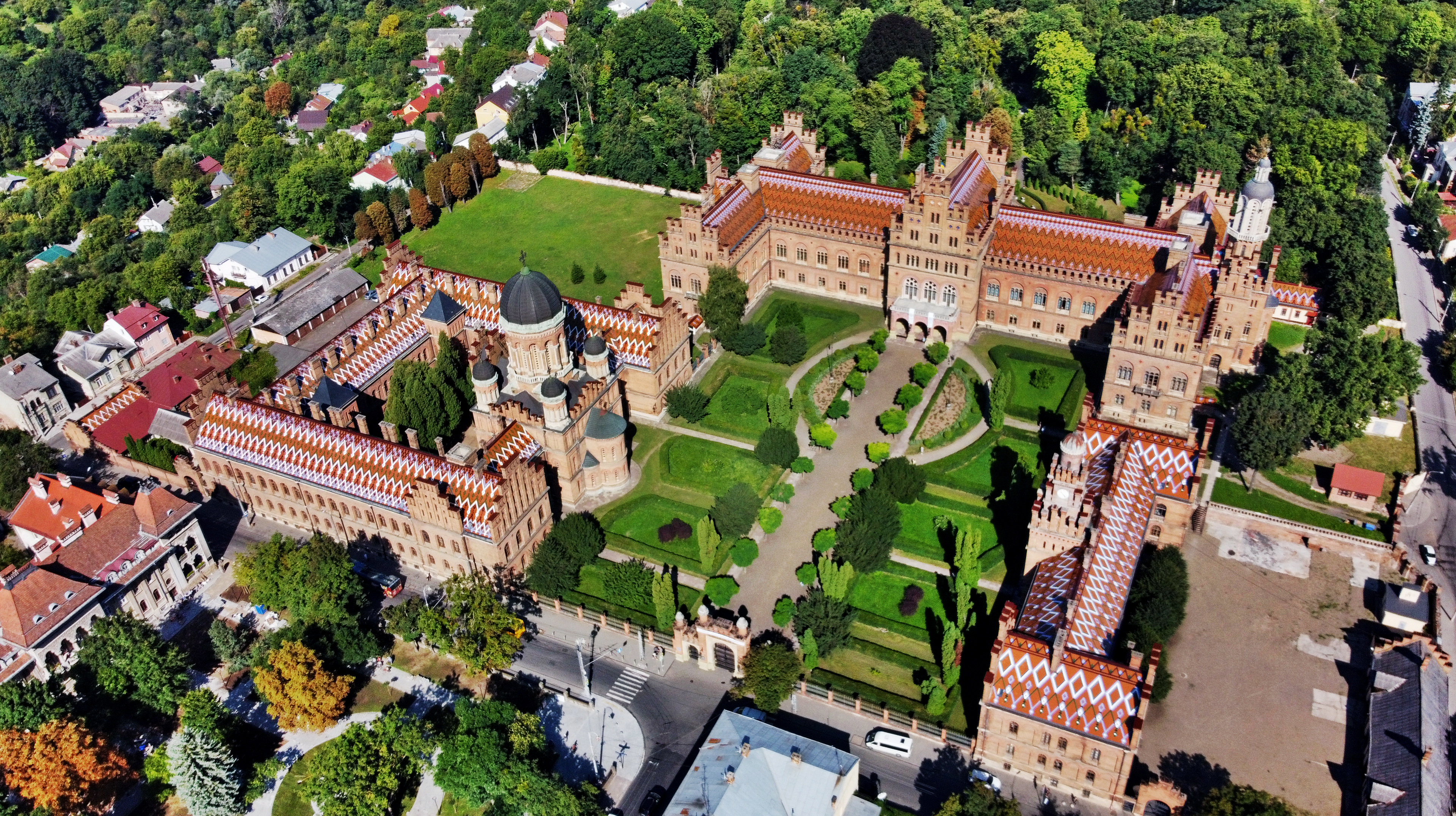
大学の全体像

1940年、ソビエトによる北ブコヴィナ占領により、大学はウクライナ・ソビエト社会主義共和国に編入され、ウクライナ語が主要言語となった。大学はチェルニウツィー国立大学に改称され、規模と組織が拡張された。この時期、シノドホールの木製天井が火災で失われ、1950年代に再建。屋根はオーストリア製の色付き瓦で徐々に修復された。1976–1977年には学生1万人、教員約500人（科学博士26人、准教授・科学候補者約290人）を擁した。神学部は廃止されたが、1996年に再開。1989年、大学はブコヴィナ出身のウクライナ文学作家ユーリイ・フェドコーヴィチにちなんで命名された。ソビエト期にはルーマニア人学生が激減し、1991–92年には全学生9,769人中434人（4.44%）に減少。

### 現代
2000年、国立大学の地位を獲得し、現在の名称ユーリイ・フェドコーヴィチ・チェルニウツィー国立大学に改称。2009年1月15日、欧州大学協会（EUA）のブリュッセル会議で正会員に認定。2011年6月29日、ユネスコの世界遺産委員会は大学の中央棟（ブコヴィナ・ダルマチア府主教の宮殿）を世界遺産に登録。2016年、ブコヴィナ国立金融経済大学が本大学に統合。
2019年4月時点の学長は、物理・数学博士のロマン・イヴァノヴィチ・ペトリシン教授。

## キャンパスと建物

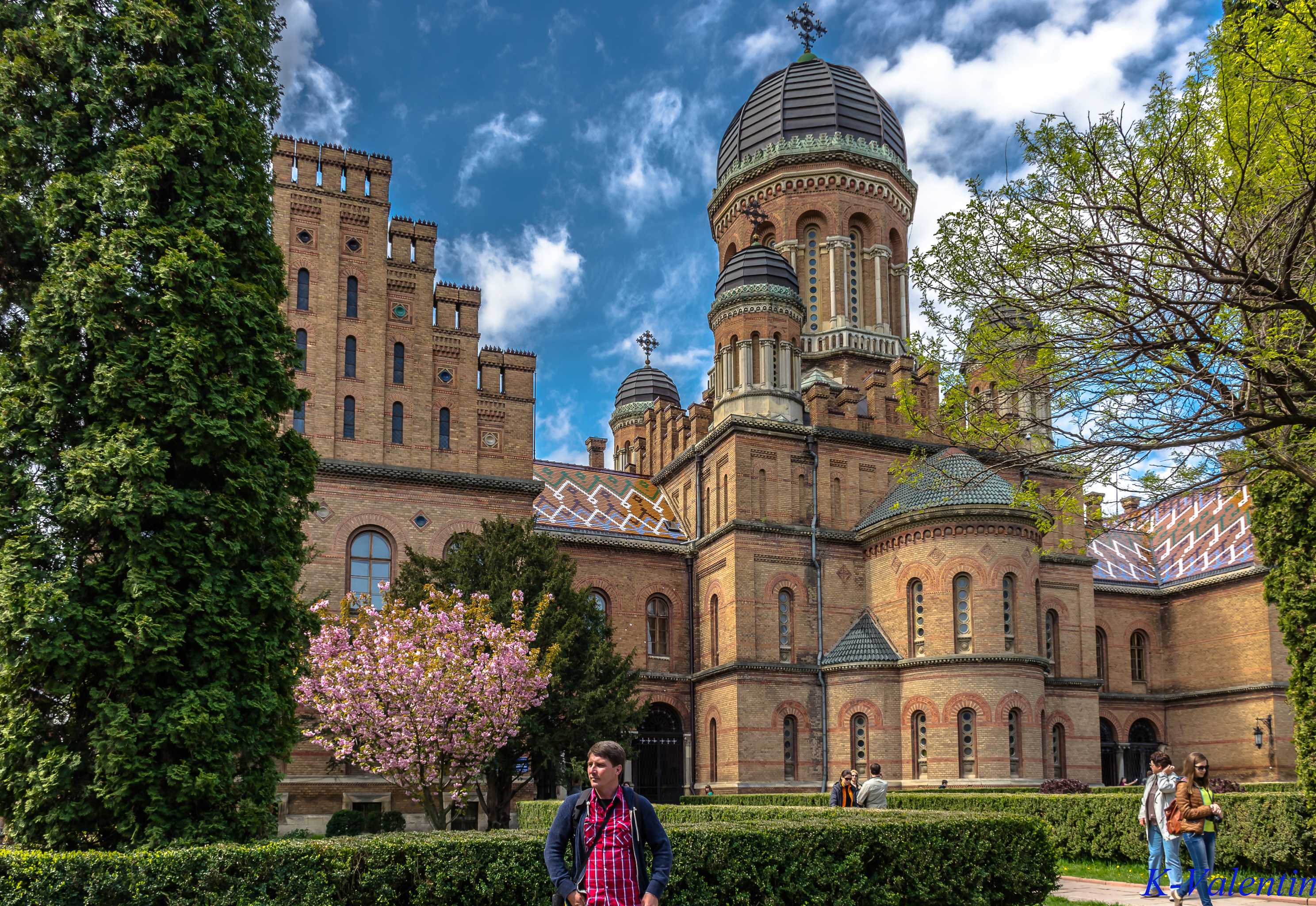
三成聖者教会

大学は17の建物（計105ユニット、総面積110,800平方メートル、講義棟66平方メートル）で構成される。メインキャンパスの建築群であるブコヴィナ・ダルマチア府主教の宮殿は、ウクライナのユネスコの世界遺産に登録されている。
大学はチェルニウツィー国立大学植物園を運営し、メインキャンパス内に1,000種以上の植物と樹木園を有する。

## 学部と研究所
- 生物学・化学・生物資源研究所
- 物理学・工学・コンピュータ科学研究
- 地理学部
- 経済学部
- 現代ヨーロッパ言語学部
- 歴史・政治学・国際関係学部
- 数学・情報学部
- 教育学・心理学・社会活動学部
- 言語学部
- 哲学・神学部
- 法学部
- 体育・健康学部
- 建築・建設・工芸学部

## 図書館
1852年にブコヴィナ初の公共図書館「クライオヴァ図書館」として設立。2004年時点で総蔵書数は255万4千冊（科学文献121万5千冊、教科書・参考書17万1千冊、フィクション64万8千冊）。外国語蔵書は37万6千冊で、ドイツ語、ルーマニア語、英語、ラテン語、ポーランド語、古代ギリシャ語、フランス語、ヘブライ語、イディッシュ語などを含む。
図書館は11部門（収集、科学的処理、国内資料保存、外国資料保存、貴重書、貸出、閲覧室、支部、文化活動、情報技術、情報・書誌）で構成される。

## 国際交流
大学はオーストリア、ベラルーシ、ブルガリア、ボスニア、イギリス、エストニア、イスラエル、スペイン、中国、ラトビア、モルドバ、ドイツ、韓国、ノルウェー、ポーランド、ルーマニア、セルビア、スロベニア、スロバキア、アメリカ合衆国、トルコ、フランス、クロアチア、フィンランド、チェコの大学と提携。TEMPUS、EMERGE、ジャン・モネ・プログラム、エラスムス・プログラム、EUROSCIネットワークなどの国境を越えた協力プログラムに参加。

## 評価とランキング
2019年4月時点で、Scopus科学計量データベースに基づくウクライナの高等教育機関ランキングで3位。

## 著名な教員と卒業生
- アレクサンドリナ・チェルノフ（英語版）（1943–2024）、ウクライナのルーマニア人の学者、文芸史家、言語学者
- シディル・ヴォロブケヴィチ（ウクライナ語版）（1836–1903）、ウクライナ人の作曲家、作家
- イオン・ニストル（英語版）（1876–1962）、ルーマニアの歴史家、政治家
- アロイス・ハンドル（英語版）（1837–1915）、オーストリアの物理学者
- アントン・ヴァスムート（英語版）（1844–1927）、オーストリアの物理学者、[[レオポルディーナドイツ科学アカFirst Ukrainian mystery thriller Тіні незабутих предків Tini nezabutykh predkiv, 2013,[14] was filmed mostly on the territory of Chernivtsi University.デミー]]会員
- アントン・マーティ（英語版）（1847–1914）、スイスの哲学者
- アレクサンダー・ゲオルク・スパン（英語版）（1847–1920）、オーストリアの地理学者
- レオポルト・ベルンハルト・ゲーゲンバウアー（英語版）（1849–1903）、オーストリア人の数学者
- ゲオルク・エリアス・ミュラー（1850–1934）、ドイツの実験心理学者
- フリードリヒ・ベッケ（英語版）（1855–1931）、オーストリアの鉱物学者、岩石学者
- エウセビウス・マンディチェフスキ（英語版）（1857–1929）、ウクライナの音楽学者、作曲家、指揮者、教育者
- イヴァン・フランコ（1856–1916）、ウクライナの詩人、作家、社会・文芸評論家、ジャーナリスト、通訳者、経済学者、政治活動家
- オイゲン・エールリヒ（1862–1922）、法学者、現代法社会学の創始者の一人
- ヨーゼフ・ガイトラー・フォン・アルミンゲン（英語版）（1870–1923）、オーストリアの物理学者
- ヴィクター・コンラート（英語版）（1876–1962）、オーストリア人-アメリカ人の物理学者、地震学者、気象学者、ハーバード大学教授
- ニコラエ・バラン（英語版）（1882–1955）、ルーマニア正教会の大主教
- パウン・ロホヴェイ（英語版）（1970–）、ウクライナのルーマニア人外交官
- ヨーゼフ・シュンペーター（1883–1950）、20世紀を代表する経済学者、ハーバード大学教授
- ハンス・ハーン (数学者)（英語版）（1879–1934）、オーストリアの数学者、現代関数解析の創始者の一人
- ヨシプ・プレメリ（英語版）（1873–1967）、スロベニア人の数学者
- ニコライ・ボゴリューボフ（1909–1992）、ソビエトの数学者、理論物理学者
- アルセニー・ヤツェニュク、ウクライナの政治家、経済学者、元首相
- ユーリア・フェディフ（英語版）（1986–）、ウクライナの文化管理者、外交官

### 名誉博士
- レオニード・カデニューク（英語版）、ウクライナ初の宇宙飛行士
- リーナ・コステンコ、ウクライナの詩人、作家
- ハインツ・フィッシャー、オーストリア大統領
- レイ・ナティシン（英語版）、カナダ第24代総督
- ロイ・ロマノー（英語版）、サスカチュワン州第12代州首相（1991–2001）

## 興味深い事実
- 2013年のウクライナ初のミステリー・スリラー映画『Тіні незабутих предків』は、主にチェルニウツィー大学の敷地内で撮影された[15]。